# Myrmecina sinensis
Myrmecina sinensis is een mierensoort uit de onderfamilie van de Myrmicinae. De wetenschappelijke naam van de soort is voor het eerst geldig gepubliceerd in 1921 door Wheeler, W.M..